# Кристоф фон Танхаузен
Кристоф фон Танхаузен (на немски: Christoph von Thannhausen; * ок. 1539; † 24 март 1565) е благородник, господар на Танхаузен до Елванген в Швабия, Бавария.
Той е син на фрайхер Франц фон Танхаузен (1485 – 1548) и съпругата му Регина фон Фирмиан († 1550), дъщеря на Бартоломеус фон Фирмиан и Елизабет Танцлин фон Тразберг. Внук е на Балтазар Танхаузер († 1500) и Барбара фон Фрайберг († 1482). Баща му Франц е издигнат на фрайхер на 5 септември 1530 г. Роднина е на германския минезингер и странстващ поет Танхойзер (1205 – 1270).
Сестра му фрайин Барбара фон Танхаузен († 2 февруари 1564, Клинг) се омъжва 1540 г. за Якоб фон Турн († сл. 16 януари 1570, Лихтенберг в Пинцгау). Другата му сестра Мария Елизабет фон Танхаузен († 1600) се омъжва за Лукас Ланг фон Веленбург.

## Фамилия
Кристоф фон Танхаузен се жени ок. 1560 г. за Клара фон Рогендорф (1537 – 1582), дъщеря на Вилхелм II фон Рогендорф-Моленбург (* 18 ноември 1511; † 1543) и Анна фон Хоенберг. Те имат една дъщеря:
- Анна фон Танхаузен, омъжена за Адам фон Пуххайм (* 1546; † 5 октомври 1608)